# Parafia św. Anny w Gibach
Parafia św. Anny w Gibach – rzymskokatolicka parafia z siedzibą w Gibach, należąca do dekanatu Sejny diecezji ełckiej.
Erygowana w 1992.